# Dodecaedro truncado metabiaumentado
En geometría, el dodecaedro truncado metabiaumentado es uno de los sólidos de Johnson (J70).